# ثقبه
شهر ثقبه (به عربی: الثقبة) در استان شرقی در کشور عربستان واقع شده‌است. جمعیت این شهر ۱۹۱٫۸۲۶ نفر است.